# Матвієво (Кушнаренковський район)
Матві́єво (рос. Матвеево, башк. Матвеев) — село у складі Кушнаренковського району Башкортостану, Росія. Входить до складу Матвієвської сільської ради.
Населення — 106 осіб (2010; 100 у 2002).
Національний склад:
- росіяни — 91 %